# 杜姆纳特神庙
杜姆纳特神庙（英語：Dhumnath Temple；），亦称杜梅什瓦里神庙（Dhumesvari Temple；），是位于印度切蒂斯格尔邦萨尔冈村的一座湿婆神庙。该建筑被列为邦级保护文物，建造于拉特纳普拉卡拉丘里王朝统治时期。

## 结构和装饰
神庙坐落于村庄中心，东侧门厅与前殿遭多栋民宅侵占，圣殿东墙被周边一栋住宅改造为庭院围墙。神庙属布米加式建筑类型，具有北方式风格的曲线型悉卡罗（塔楼）。塔顶原饰有阿玛拉卡石轮，现已佚失。神庙外壁设三条竖向壁龛，浮雕带将墙面装饰划分为上下两区。这些浮雕包含印度教神像以及描绘《欲经》等古籍所载各类体式的情爱题材。
右侧墙壁雕刻着梵天、旃蒙陀、难近母诛杀牛魔像以及乐舞场景的浮雕。左侧墙壁呈现湿婆-雪山神女双身像、象头神与战神室建陀。上层壁龛中可见难近母诛杀牛魔像。相邻嵌板刻有双腿上举展示生殖器的男性形象，此表现手法实属罕见。入口处高出地表约5英尺（1.5），设有三级台阶。然而圣所内部位于地下层，需经六级台阶下行方可抵达。圣门门楣中央饰有湿婆像，其左为梵天像，右侧残损神像推测为毗湿奴。殿内核心处供奉着林伽圣物。

## 图集

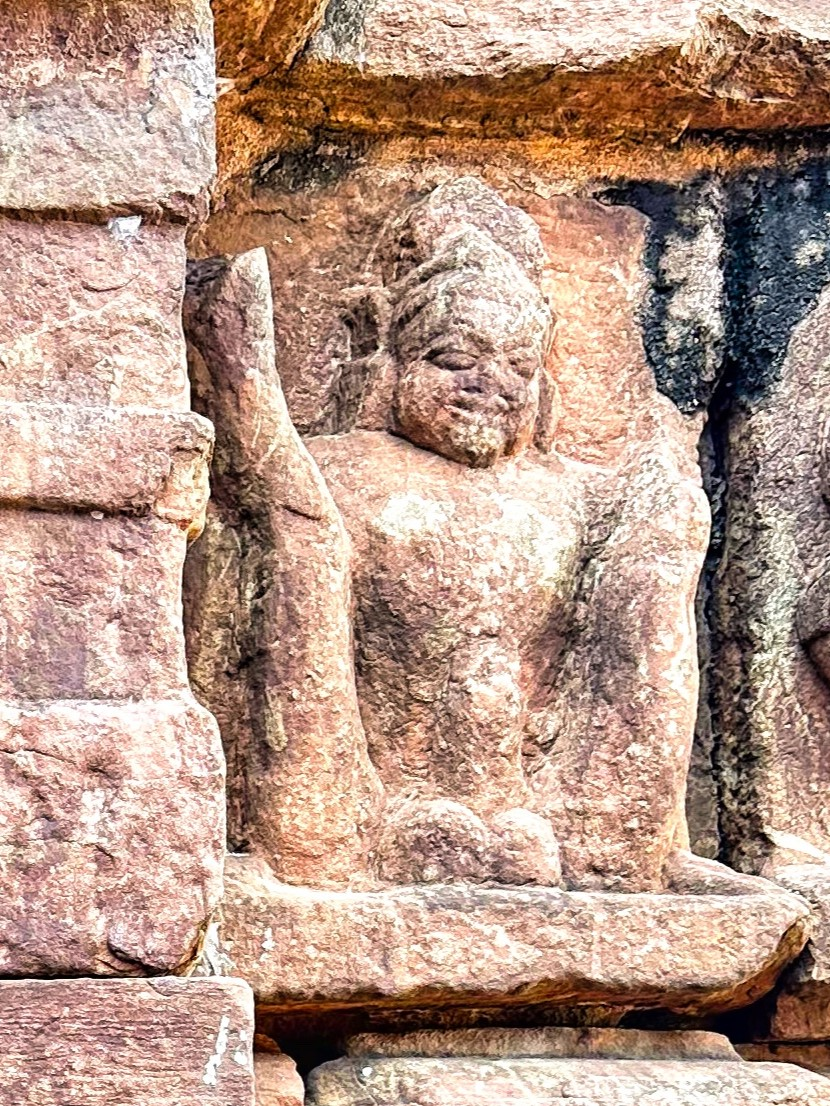
一尊双腿抬起，露出生殖器的男性雕像
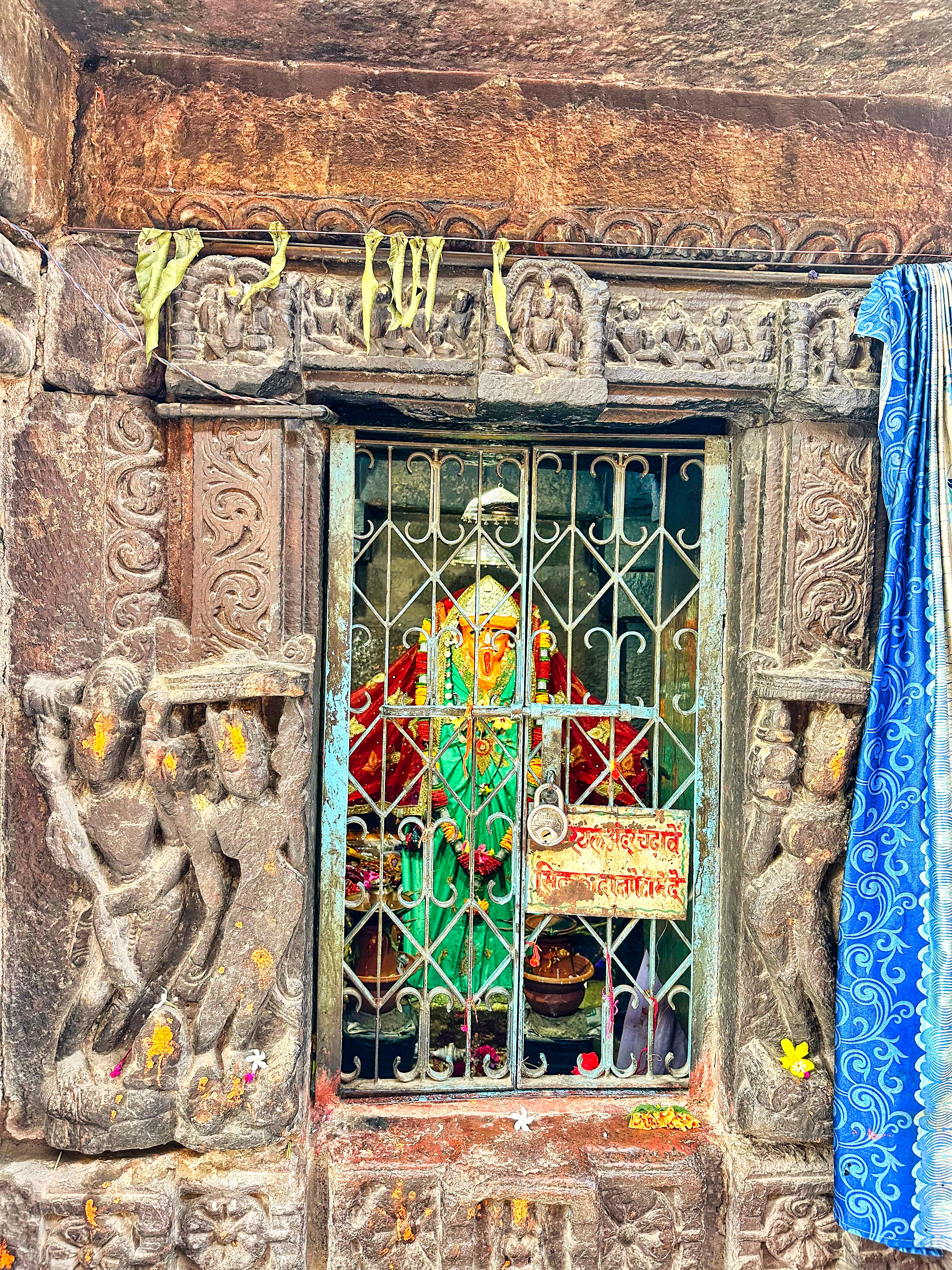
圣室入口，内设神像
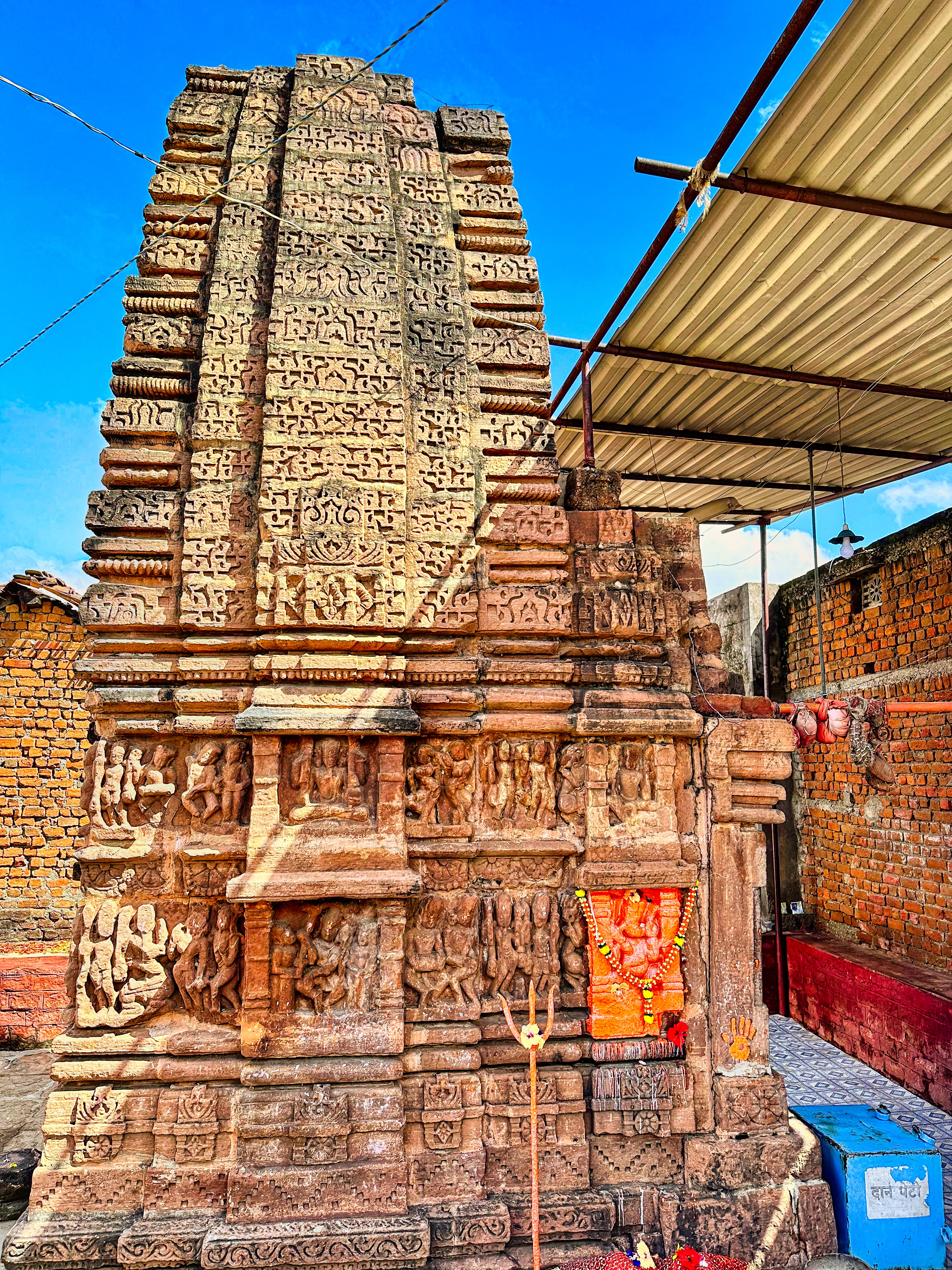
神庙整体近景
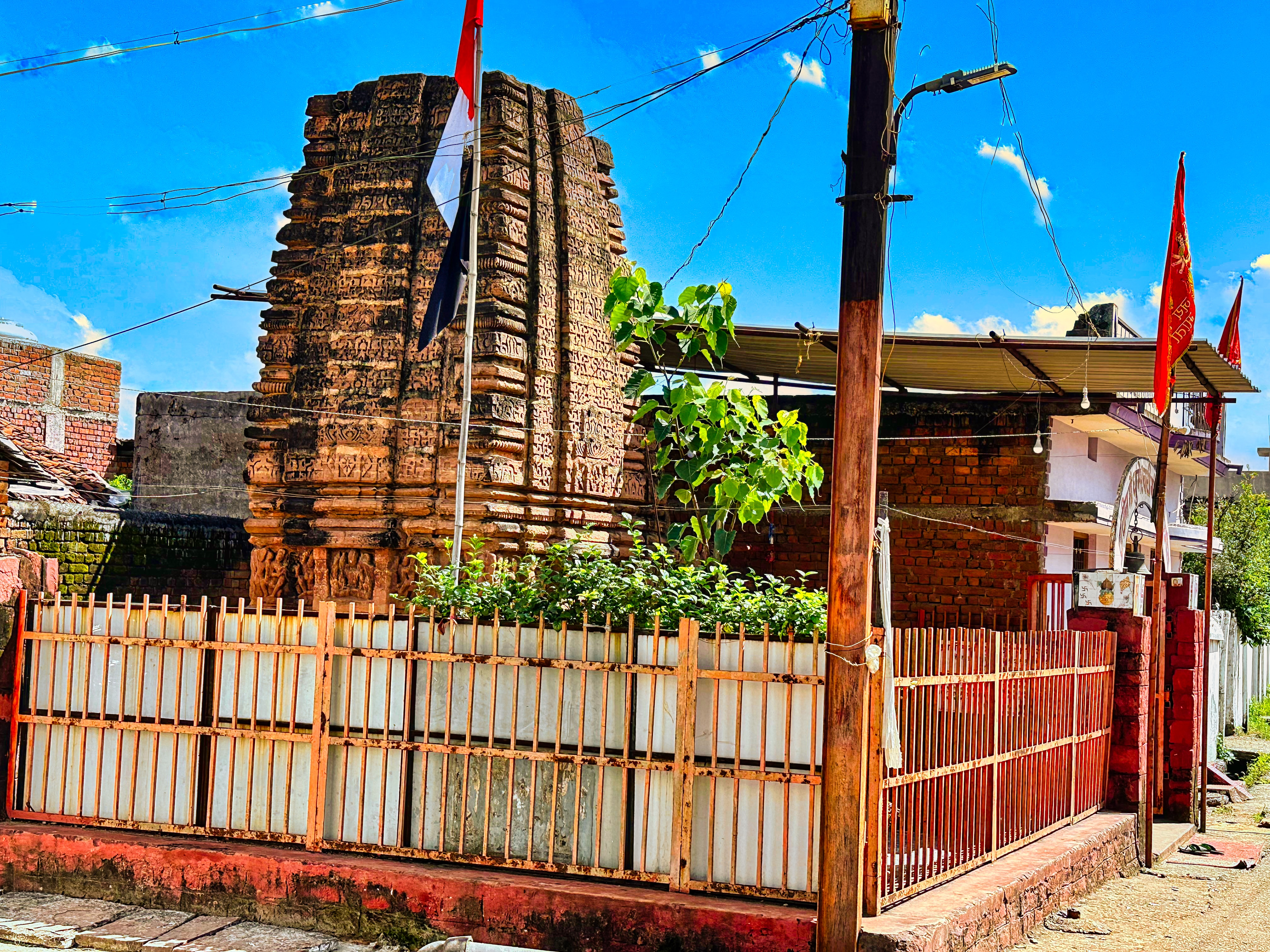
神庙整体远景

### 引用
1. ↑  . Commissioner, Archaeology & Museums, Government of Madhya Pradesh. 1994 （英语）.
2. 1 2  Jha, Mangalanand.  [Some Kalachuri-era temples of Dakshina Kosala]. 2008: 170–171 （印地语）.
3. 1 2  Manwani 1984，第108頁.
4. ↑  Manwani 1984，第109-110頁.
5. ↑  Manwani 1984，第112頁.

### 文献
- Manwani, S N. . . 1984: 107–112.